# Vinnytsja rajon
Vinnytsja rajon (ukrainsk: Вінницький район, tr. Vinnytskyj rajon) er en af 6 rajoner (distrikt) i Vinnytsja oblast i Ukraine, hvor Vinnytsja rajon er beliggende i den centrale del af oblastet omkring byen Vinnytsja.
Rajonen har et areal på 6.904 km2
og et indbyggertal på 647.966 (2022) indbyggere. Det administrative centrum er byen Vinnytsja.